# Česká speleologická společnost
Česká speleologická společnost (ČSS) je spolek jehož posláním je objevování, zkoumání, dokumentace, studium a ochrana jeskyní jakož i ostatních krasových nebo pseudokrasových jevů a podzemních prostor vzniklých lidskou činností.

## Oblasti aktivit
- ČSS sdružuje, vzdělává a vychovává zájemce o speleologii; shromažďuje, využívá, uchovává a dokumentuje poznatky z oblasti speleologie, tyto zveřejňuje a tím též propaguje a popularizuje nejen speleologii, ale i výsledky vlastní činnosti svých členů.[1]
- Kromě ochrany přírody rozvíjí i technické vybavení a prostředky použitelné ve speleologii; spolupracuje s ostatními subjekty profesně souvisejícími s jejím předmětem činnosti.[1]
- ČSS zajišťuje chod Speleologické záchranné služby (SZS) – speciální složky pro poskytování pomoci při nehodách v jeskyních (a jiných podzemních prostorách).[1]

## Historie
Mohutný rozvoj amatérské speleologie po skončení druhé světové války implikoval vznik mnoha speleologických klubů s rozsáhlou členskou základnou nadšených dobrovolníků zabývajících se všestrannými průzkumy, tvorbou dokumentace a studiem jeskyní. Dalším logickým krokem byl vznik jednotné zastřešující organizace, jenž by sdružovala amatérské speleology z celé Československé republiky. Česká speleologická společnost (ČSS) byla založena na ustavujícím shromáždění dne 12. prosince 1978.
Prvním jejím předsedou se stal český speleolog, vysokoškolský učitel a válečný letec RAF Doc. RNDr. Vladimír Panoš, CSc. K zakládajícím členům ČSS patří též český geolog, speleolog a publicista Mgr. Vladimír Lysenko (* 14. listopadu 1940). Z dalších ustavujících členů ČSS dlužno jmenovat českého speleologa, fotografa, novináře a znalce pražského podzemí Vladimíra Vojíře (1946–2016). 
Další nepřehlédnutelnou osobností ČSS byl až do roku 2018 český speleolog, meteorolog a matematik Antonín Jančařík (1950–2018), který patřil k aktivním členům (co do počtu publikovaných odborných článků) a rovněž i k neúnavným organizátorům přednášek a exkurzí do jeskynních systémů nejen v České republice (Borneo, Čína, Portoriko, atd.). 

## Seznam předsedů ČSS
- 1978 až 1990: Doc. RNDr. Vladimír Panoš, CSc.;[2]
- 1990 až 1993: RNDr. David Havlíček;[2]
- 1993 až 1997: Ing. Michal Piškula;[2]
- 1997 až 1999: RNDr. Jaroslav Hromas;[2][pozn. 2]
- 1999 až 2004: Ing. Michal Piškula;[2]
- 2004 až 2017: Zdeněk Motyčka;[2]
- 2017 až 2021: Ing. Marek Audy;[2]
- 2021 až ?: RNDr. Jan Lenart, Ph.D.[3]

## Orgány a struktura ČSS
- Valná hromada[4] – nejvyšší orgán ČSS;[pozn. 3][pozn. 4][pozn. 5]
- Předsednictvo ČSS[4] – výkonný orgán ČSS, řídí činnost ČSS v období mezi konáními valných hromad;
- Předseda ČSS[4] – individuální statutární orgán ČSS;
- Dozorčí sbor[4] – kontrolní orgán ČSS;
- Sekretariát ČSS[4] – administrativní, nevolený orgán ČSS.
- Základní organizace (ZO) ČSS jsou hlavními jednotkami (články) ČSS. Sdružují řádné členy, členy čekající na přijetí jakož i přispívající a čestné členy. K roku 2021 sdružuj ČSS celkem 60 aktivních základních organizací (ZO).

## ČSS a český komiks
Nečekané spojení mezi historií českého komiksu a Českou speleologickou společností vzešlo v roce 1979, kdy český malíř a komiksový kreslíř Kája Saudek (Karel Saudek; 1935–2015) navázal spolupráci s ČSS. Prakticky až do sametové revoluce (do roku 1989) byla jeho tvorba napůl nelegální a proto musely jeho komiksy vycházet např. i ve Zpravodaji České speleologické společnosti. Zpravodaj ČSS vycházel v nákladech několika tisíc výtisků jako materiál pro vnitřní potřebu ČSS a byl zařazen v kategorii tzv. „zájmový tisk“. Díky tomu zde mohly vycházet komiksy a příběhy podle scénářů řady známých spisovatelů a scenáristů:
- Tajemství zlatého koně (1979, vlastní scénář Káji Saudka, vydala ČSS)
- Po stopách sněžného muže (1980, scénář Josef Nesvadba, vydala ČSS)
- Trať se ztrácí ve tmě (1980, námět Vladimír Kafka, vydala ČSS)
- Stříbrný poklad (1982, námět Kvidon z Felsů, scénář Jaroslav Weigel, vydala ČSS)
- Modrá rokle (1984, scénář Jaroslav Foglar, vydala ČSS)
- Peruánský deník (1984, Miloš Macourek, vydala ČSS)
- Konec Sahrbergovy bandy (1985, Jaroslav Weigel, vydala ČSS)
- Ztracený kamarád (1987, scénář Jaroslav Foglar, vydala ČSS)
- Arnal a dva dračí zuby (1988, scénář Ondřej Neff, vydala ČSS)
- Štěstí a jiné příběhy (1989, scénář Ondřej Neff, vydala ČSS)
- Jeskyně Saturn (1990 – 1991, scénář Jaroslav Foglar, vydala ČSS)

## Galerie

Krásy speleologie v zahraničí (ilustrační fotografie)
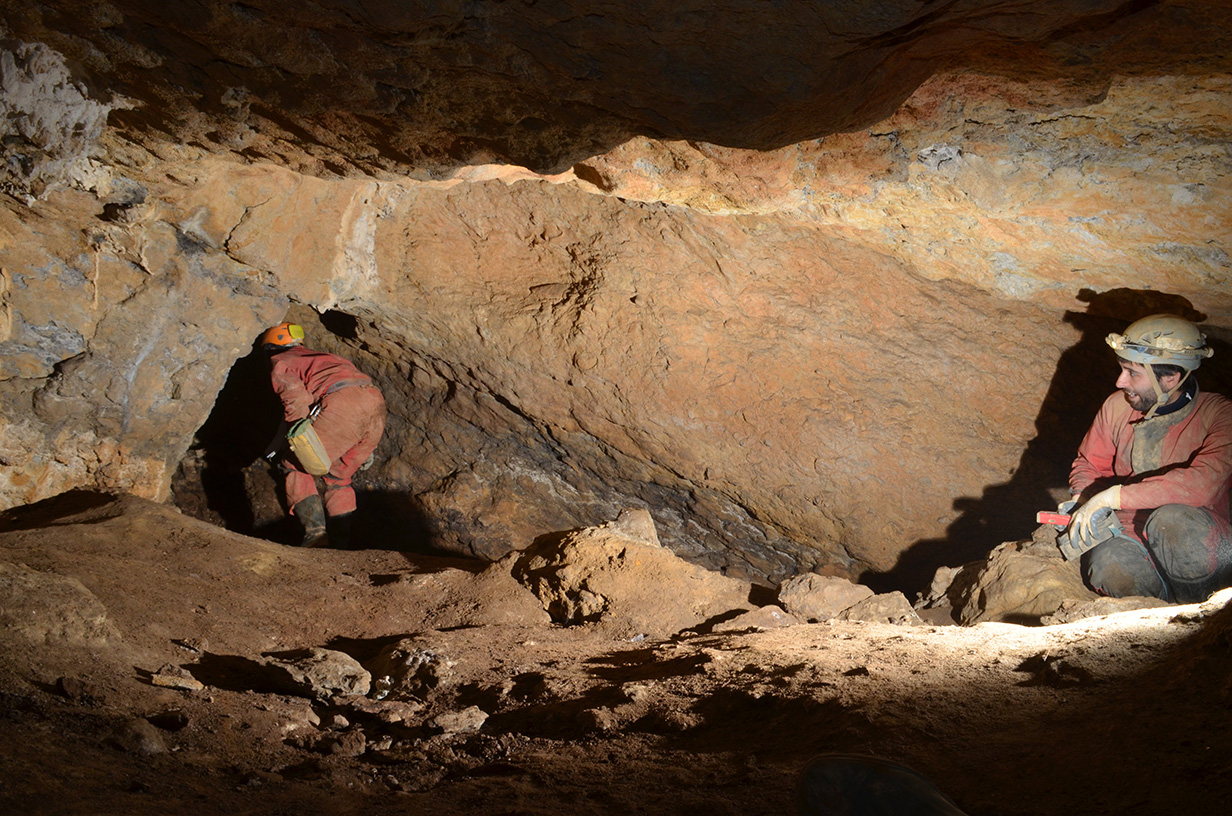
Antzorizské jeskyně (nejspíše vnitřek jeskyně Santa Catalina), Španělsko
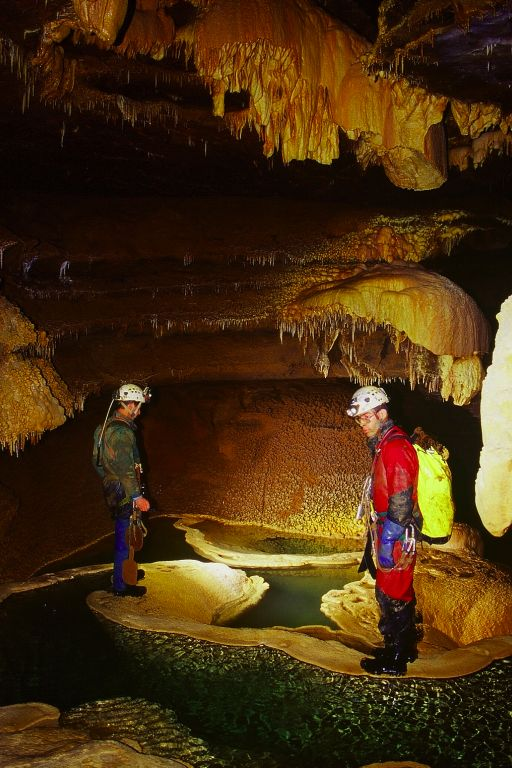
Dva jeskyňáři v propasti Padirac (mezi bivakem 5000 a Allées Cavalieres) ve Francii
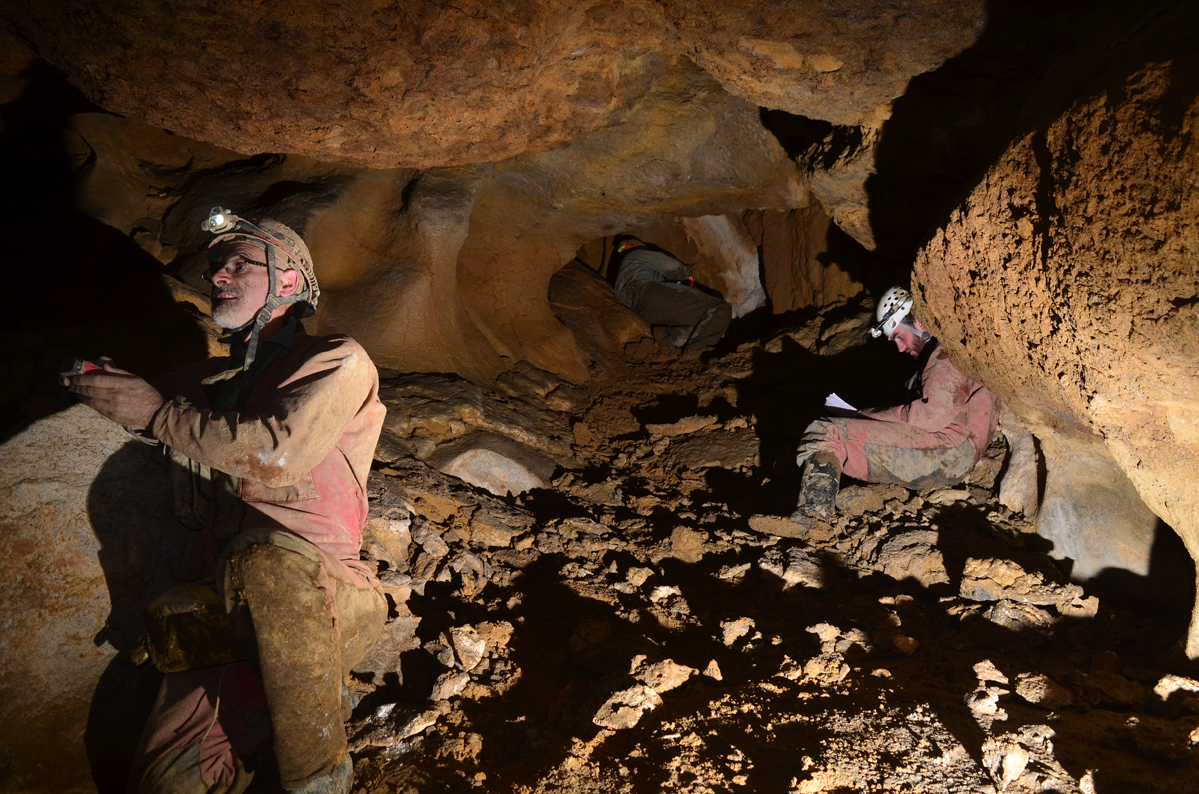
Jeskyně Armintxe (Lekeitio, Bizkaia, Španělsko)
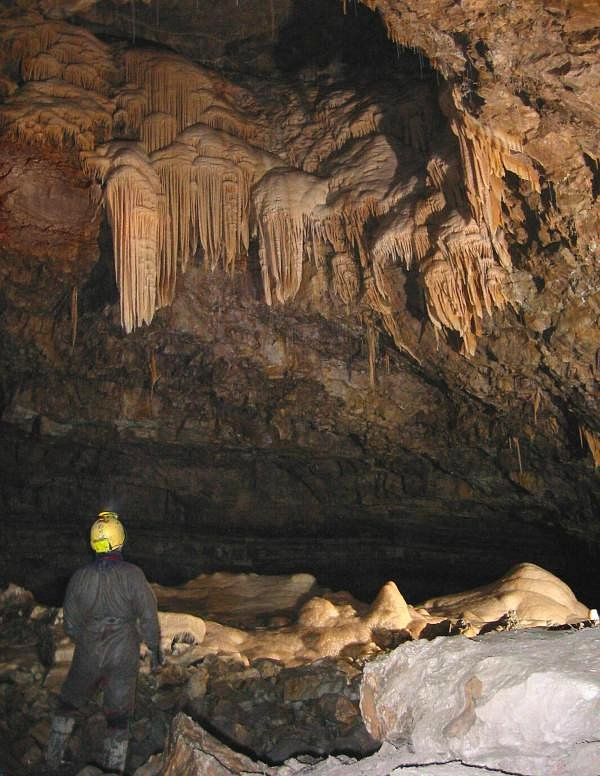
The Hall of the Mountain King (Síň horského krále), jeskynní systém „Ogof Craig a Ffynnon“ (Skalní a fontánová jeskyně) v Jižním Walesu.
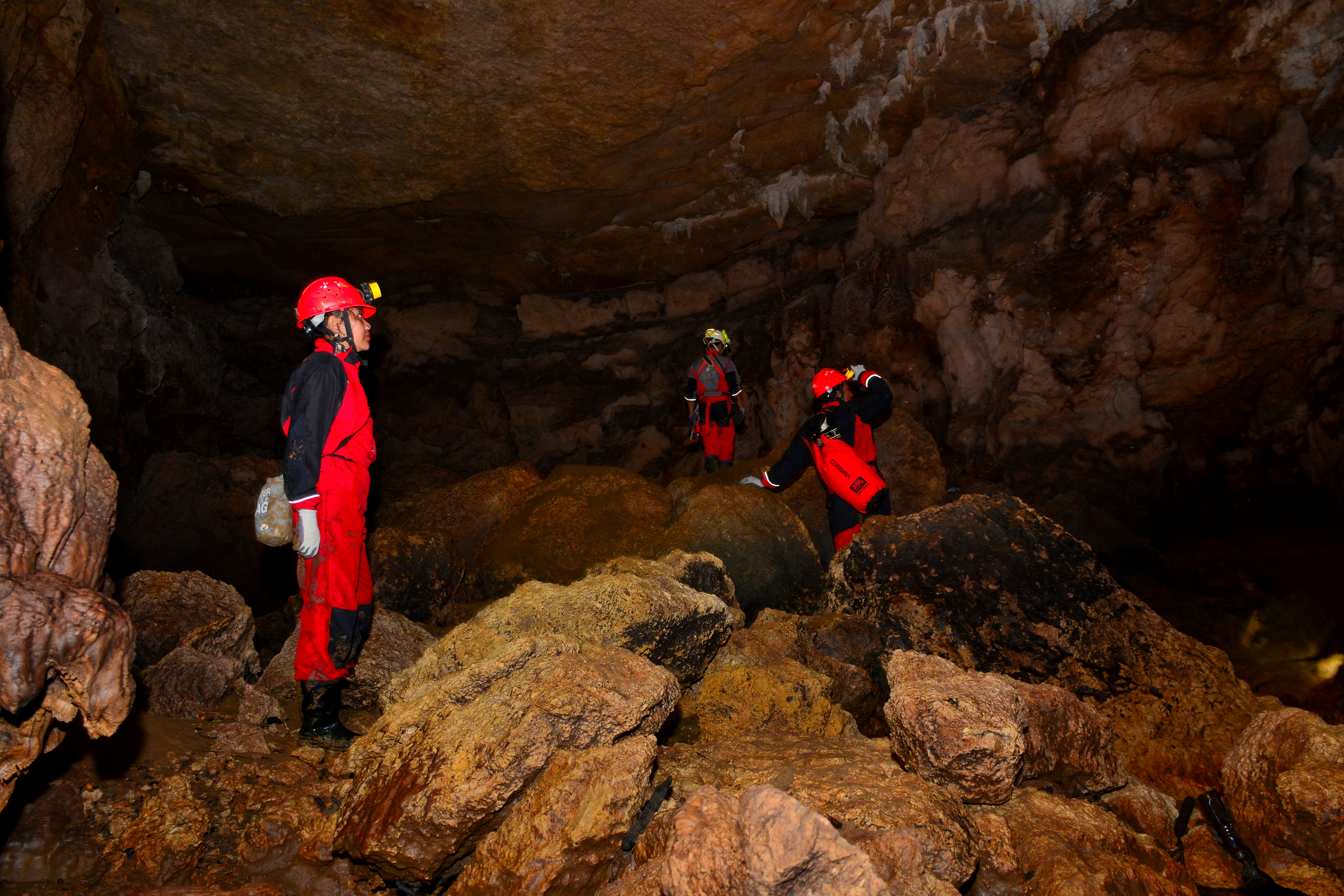
Velký dóm uvnitř jeskyně Buniayu, Západní Jáva, Indonésie